# Маккаллум, Дэниел Крейг
Дэниел Крейг Маккаллум (англ. Daniel Craig McCallum; 21 января 1815, графство Ренфрушир, Шотландия — 27 декабря 1878, Рочестер, штат Нью-Йорк) — американский железнодорожный инженер, один из создателей военно-полевого железнодорожного дела.

## Биография
Вместе с семьёй в 1822 году перебрался в Соединённые Штаты Америки. Работал плотником, затем занимался строительством, дослужившись к 1855 году до должности суперинтенданта на строительстве железной дороги от Нью-Йорка до озера Эри. В 1858 году основал собственную мостостроительную компанию, разработав оригинальную технологию изготовления деревянных несущих конструкций для мостов, особенно железнодорожных.
С началом Гражданской войны в США поступил добровольцем в армию северян и в 1862 году был произведён в полковники и назначен начальником всех железных дорог в Соединённых Штатах и наделён чрезвычайными полномочиями для выполнения данной задачи. Маккаллум взял в свои руки управление всеми железными дорогами, примыкавшими к театру военных действий, и из служащих этих железных дорог образовал кадровый ресурс для корпуса железнодорожных войск, которые в виде летучих отрядов должны были заниматься постройкой, разрушением и восстановлением железных дорог соответственно ходу военных операций. Эти отряды гораздо лучше удовлетворяли своей задаче, чем назначенные первоначально для этой же цели сапёрные войска. С присоединением к ним добровольцев из железнодорожных техников и рабочих состав этих отрядов был доведён до общего числа в 25000 человек, которые значительно содействовали победе северных штатов. С тех пор была признана чрезвычайная важность для успеха военных действий организации железных дорог в стратегическом отношении.